# Zetting (proces)
Zetting of compactie is het proces waar grond onder invloed van een belasting wordt samengedrukt. Hierbij worden water en lucht uit de poriën geperst. Zetting door het ontwijken van water wordt consolidatie genoemd.

## Werking
Zetting treedt op als een sediment begraven raakt en bedekt wordt door een steeds dikker pakket jongere sedimentlagen. Hierbij stijgt de lithostatische druk in het sediment. Dit gebeurt eerst door het herschikken van de klasten op een zodanige manier dat de poriënruimte afneemt en de dichtheid toeneemt. Ten tweede kan drukoplossing plaatsvinden: de plekken in het gesteente die onder een hoge mechanische spanning staan lossen op, in gebieden waar een lagere mechanische spanning heerst slaat materiaal neer. In zand zal materiaal oplossen op plekken waar de korrels elkaar raken en materiaal neerslaan in de poriën. Ook drukoplossing kan tot gevolg hebben dat de dichtheid van het gesteente toeneemt.
De zettingssnelheid hangt af van de textuur en structuur van de grond en het watergehalte, de omvang van de belasting en de eerdere belastingen. Bij veel bouwprojecten wordt met de te verwachten zetting van de grond rekening gehouden door deze voor te belasten (bouwrijp maken), zodat bij de start van de bouw de grond reeds gezet is.
In de grondmechanica en bouwkunde vormen zettingen een groot probleem voor funderingen, aangezien zetting grote schade aan gebouwen kan veroorzaken. Er is geen probleem zolang de zettingen niet te groot worden en vooral als er geen ongelijke zetting optreedt (de ene kant van het gebouw zakt verder weg dan de andere kant).

## Primaire zetting
Primaire zetting is de volumeverandering door elastische vervorming en het uittreden van water uit de poriën. Door Karl von Terzaghi (1883-1963) is veel onderzoek gedaan naar het gedrag van grond onder belasting. Terzaghi heeft formules opgesteld om zetting van grond te voorspellen en te berekenen. De methode gaat ervan uit dat zetting optreedt in één (verticale) richting. Op basis van laboratoriumonderzoek worden grootheden vastgesteld en in de formule opgenomen. Dit levert dan een zettingsgrafiek op logaritmische schaal. De zettingsformule van Terzaghi is als volgt: 
{\displaystyle \delta _{c}={\frac {C_{c}}{1+e_{0}}}H\log \left({\frac {\sigma _{zf}'}{\sigma _{z0}'}}\right)\ }
waarin 
δc de zetting.
Cc de samendrukkingsindex.
e0 het poriënvolume.
H de dikte van de (homogene) bodemlaag.
σzf de einddruk (grondspanning, verticaal)).
σz0 de aanvangsdruk.
De formule wordt in Nederland ook geschreven als;
{\displaystyle \delta _{c}={\frac {h}{C}}\ln \left({\frac {p_{b}+\Delta p}{p_{b}}}\right)\ }
of ook
{\displaystyle {\frac {\delta _{c}}{h}}={\frac {1}{C}}\ln \left({\frac {p_{b}+\Delta p}{p_{b}}}\right)\ }
waarin 
h de dikte van de (homogene) bodemlaag
C de samendrukkingsconstante
pb de aanvangsgrondspanning (verticaal))
Δp spanningsverhoging door belasting.

## Tijdsverloop van de zetting
De formule van Terzaghi geeft alleen de uiteindelijke totale zetting, de factor tijd komt hier niet in voor. De Nederlandse ingenieur W.A. Koppejan heeft de formules van Terzaghi en Keverling-Buisman gecombineerd tot:
{\displaystyle \delta _{c}=h.({\frac {1}{C_{p}}}+{\frac {1}{C_{s}}}.\log t).\ln \left({\frac {p_{b}+\Delta p}{p_{b}}}\right)\ }
waarin
Cp en Cs bodemafhankelijke samendrukkingsconstanten
t = tijd in dagen
Hiermee wordt het zettingsverloop aangegeven als functie van de tijd.
Voor het berekenen en grafisch in beeld brengen van de zetting bestaan computerprogramma's, bijvoorbeeld D-Settlement van Deltares.

## Secundaire zetting
Onder secundaire zetting worden de volumeveranderingen verstaan die veroorzaakt worden door plastische aanpassingen in de bodemstructuur (kruip/creep). 
Bij bodemlagen van verschillende samenstelling kan de zetting per laag worden bepaald en worden opgeteld, zie superpositie (natuurkunde).